# L'Apôtre (Larche)
Pour les articles homonymes, voir L'Apôtre.
L'Apôtre est une statue en marbre réalisée en 1902 par François-Raoul Larche, représentant l'apôtre Pierre au cours d'une prédication. Elle appartient aux collections du musée des Beaux-Arts de Bordeaux et est conservée dans le jardin de l'hôtel de ville de Bordeaux.

## Historique de l'œuvre
Cette version de L'Apôtre est une sculpture en marbre réalisée par Raoul Larche à partir d'un statuette en plâtre datant de 1902 et qui avait été refusée par le ministère des Beaux-Arts. Elle fait partie d'un don effectué par la veuve de l'artiste, originaire de la Gironde, en 1920 au musée de Peinture et de Sculpture de Bordeaux. En mars 1920, le conseil municipal approuvait le souhait de Mme Larche de créer une salle consacrée à l'œuvre de son défunt époux. Toutefois, cette salle ne fut pas créée et il fut envisagé d'installer cette statue à la cathédrale Saint-Front de Périgueux, avant qu'elle ne soit placée dans le jardin de la mairie. En 1921, un socle fut construit, avec une inscription spécifique, pour la valeur de 4 250 francs. Cette même année, le frère de l'artiste, l'architecte Édouard Larche, se plaint des mauvaises conditions de conservation de cette statue.